# Gregory Hines
Gregory Hines   (Nova York, 14 de febrer de 1946 - Los Angeles, 9 d'agost de 2003) va ser un actor, ballarí i coreògraf estatunidenc. Va ser una figura important en la revitalització del claqué a finals del segle XX. Des de ben petit va actuar amb el seu germà com a The Hines Kids, després com a The Hines Brothers, i més tard incorporant el pare com a Hines, Hines, and Dad. És un dels ballarins de claqué més famosos de tots els temps. Com a actor, és més conegut per Llops humans (1981), The Cotton Club (1984), Nits de sol (1985) i Apunta, dispara i corre (1986), The Gregory Hines Show (1997-1998), Ben on Will & Grace (1999-2000), i per donar veu a Big Bill al programa de televisió animat per a nens de Nick Jr. Little Bill (1999-2004).
El 1994 va debutar en la direcció amb el film Bleeding Hearts.
També va aparèixer a Broadway. Va rebre molts reconeixements, com ara un premi Daytime Emmy, un premi Drama Desk i un Premi Tony, així com nominacions a un Premi del Sindicat d'Actors de Cinema i quatre premis Primetime Emmy.

## Biografia
Hines va néixer a la ciutat de Nova York el 14 de febrer de 1946 a Alma Iola (Lawless) i Maurice Robert Hines, ballarí, músic i actor, i va créixer al barri de Sugar Hill de Harlem. Va començar a ballar claqué quan tenia dos anys i va començar a ballar semiprofessionalment als cinc anys. Després d'això, ell i el seu germà gran Maurice van actuar junts, estudiant amb el coreògraf Henry LeTang.
Gregory i Maurice també van estudiar amb ballarins de claqué veterans com Howard Sims i The Nicholas Brothers quan actuaven als mateixos llocs. Els germans eren coneguts com The Hines Kids, fent aparicions en discoteques en locals de Miami, Florida, amb Cab Calloway. Més tard van ser coneguts com The Hines Brothers.
Quan el seu pare es va unir a l'acte com a bateria, el seu nom va canviar de nou el 1963 a Hines, Hines i Dad.

## Carrera

### Dansa de claqué
Hines era un àvid improvisador de passos de claqué, sons de claqué i ritmes de claqué per igual. La seva improvisació era com la d'un bateria, fent un solo i inventant ritmes. També va improvisar el fraseig d'una sèrie de passos, principalment basats en el so produït. Un ballarí relaxat, normalment portava pantalons amples i una camisa més ajustada.
Tot i que va heretar les arrels i la tradició del claqué rítmic negre, també va promoure el nou claqué rítmic negre. "Va esborrar intencionadament els tempos", va escriure la historiadora del claqué Sally Sommer, "llençant una cascada d'aixetes com còdols llençats pel terra. En aquell moment, va alinear el claqué amb els últims experiments de forma lliure en jazz i música nova i dansa postmoderna."
Al llarg de la seva carrera, Hines va voler i va continuar sent un defensor del claqué a Amèrica. Va sol·licitar amb èxit la creació del Dia Nacional del Tap Dance el maig de 1989, que ara se celebra a quaranta ciutats dels Estats Units, així com vuit països més. Va formar part de la junta directiva de Manhattan Tap, membre del Jazz Tap Ensemble i membre de la American Tap Dance Foundation, que abans s'anomenava American Tap Dance Orchestra.
El 1989, va crear i va organitzar un especial de PBS anomenat "Gregory Hines' Tap Dance in America", que va comptar amb diversos ballarins de claqué com Savion Glover i Bunny Briggs.
El 1990, Hines va visitar el seu ídol (i coprotagonista de Tap) Sammy Davis Jr., que estava morint de càncer de gola i no podia parlar. Després de la mort de Davis, un emotiu Hines va parlar al funeral de Davis de com Sammy li va fer un gest, "com si passés una pilota de bàsquet... i la vaig atrapar". Hines va parlar de l'honor que Sammy va pensar que Hines podria continuar des d'on ho va deixar.
A través de la seva docència, va influir en ballarines de claqué com Savion Glover, Dianne Walker, Ted Levy i Jane Goldberg. En una entrevista a The New York Times l'any 1988, Hines va dir que tot el que feia estava influenciat pel seu ball: "el meu cant, la meva actuació, el meu amor, el meu fet de ser pare".

### Actuació escènica
Hines va debutar a Broadway amb el seu germà a The Girl in Pink Tights el 1954. Va guanyar nominacions als premis Tony per Eubie! (1979), Comin' Uptown (1980) i Sophisticated Ladies (1981), i va guanyar el premi Tony i el Drama Desk per Jelly's Last Jam (1992) i el Theatre World per Eubie!.

### Música
Hines va actuar com a cantant i músic en una banda de rock anomenada Severance amb seu a Venice, Los Angeles el 1975 i el 1976. Severance va ser una de les bandes de la casa d'un club de música original anomenat Honky Hoagies Handy Hangout, també conegut com el 4H Club. Severance va llançar el seu àlbum debut homònim a Largo Records (una subsidiària de GNP Crescendo) el 1976.
El 1986, va cantar un duet amb Luther Vandross anomenat "There's Nothing Better Than Love", que va assolir la posició número 1 a les llistes de R&B de Billboard. Encoratjat pel seu primer èxit a les llistes, Hines va llançar posteriorment el seu àlbum debut homònim a Epic el 1988 amb molt suport de Vandross. Aquest àlbum va produir un senzill escrit per Vandross "That Girl Wants to Dance with Me", que va assolir el número 8 al Billboard Hot 100 el maig de 1988.

### Cinema i televisió
El 1981, Hines va fer el seu debut cinematogràfic a la història del món, part I de Mel Brooks, en substitució de Richard Pryor, que originalment va ser emès per al paper, però va patir cremades greus en un incendi de casa pocs dies abans que comencés a rodar. Madeline Kahn, també protagonista de la pel·lícula, va suggerir al director Mel Brooks que busqués en Hines per al paper després que s'assabentin de l'hospitalització de Pryor. Va aparèixer a la pel·lícula de terror Llops humans més tard aquell any.
El cim de Hines com a actor va arribar a mitjans dels anys vuitanta. Va tenir un paper important a The Cotton Club (1984), on ell i el seu germà Maurice (en l'únic crèdit cinematogràfic de Maurice) van interpretar un duo de claqués dels anys trenta que recordava els Nicholas Brothers. Hines va protagonitzar amb Mikhaïl Baríxnikov la pel·lícula Nits de sol de 1985 i amb Billy Crystal a la pel·lícula de cops de policia de 1986 Apunta, dispara i corre. Va protagonitzar la pel·lícula de 1989 Tap dancing al costat de Sammy Davis Jr. (en l'última actuació de Davis). Va aparèixer al costat de Whitney Houston i Loretta Devine a la pel·lícula de gran èxit de 1995 Waiting to Exhale i al costat de Houston, Denzel Washington i Courtney B. Vance l'any següent a La dona del predicador. A la televisió, va protagonitzar la seva pròpia sitcom el 1997, The Gregory Hines Show, que va funcionar durant una temporada a CBS, i va tenir un paper recurrent de Ben Doucette a Will & Grace.
En una entrevista l'any 1987, Hines va dir que sovint buscava papers escrits per a actors blancs, "preferint el seu major abast i dinàmica". Sobre el seu paper a Running Scared, per exemple, va dir que li agradava que el seu personatge tingués escenes de sexe, perquè "normalment, el negre no té gens de sexualitat".
Hines va protagonitzar la pel·lícula de 1998 The Tic Code. Va donar la veu a Big Bill a la sèrie d'animació infantil de Nick Jr. Little Bill, que va funcionar del 1999 al 2004. Va guanyar el premi Daytime Emmy com a millor intèrpret en un programa animat pel paper el 2003.
Hines va ser coamfitrió de la cerimònia dels premis Tony el 1995 i el 2002.

## Vida personal
Els matrimonis de Hines amb Patricia Panella i Pamela Koslow van acabar en divorci. Va tenir dos fills, un fill anomenat Zach i una filla anomenada Daria, així com una fillastra anomenada Jessica Koslow i un net.

## Mort
Hines va morir d'un càncer de fetge el 9 d'agost de 2003 de camí a l'hospital des de casa seva a Los Angeles. Li van diagnosticar la malaltia més d'un any abans, però només ho va informar als seus amics més propers. En el moment de la seva mort, la producció del programa de televisió Little Bill estava acabant, i estava compromès amb la culturista Negrita Jayde, que tenia la seu a Toronto.
El seu funeral es va celebrar a l'Església catòlica de Santa Mònica a Santa Mònica, Califòrnia. Va ser enterrat al cementiri catòlic ucraïnès de St. Volodymyr a Oakville, Ontario.

## Llegat
El 28 de gener de 2019, el servei postal dels Estats Units va homenatjar Hines amb un segell postal com a part de la seva sèrie Black Heritage. Es va emetre amb una cerimònia a la Buffalo Academy for Visual and Performing Arts.

## Filmografia

### Cinema
- 1981: La boja història del món: Josep
- 1981: Llops humans: Whittington
- 1984: Cotton Club: Sandman Williams
- 1984: Els Muppets a Manhattan: Patinador
- 1985: Nits de sol: Raymond Greenwood
- 1986: Apunta, dispara i corre: Ray Hughes
- 1988: Saigon: Albaby Perkins
- 1989: Tap dancing: Max Washington
- 1991: Vigília de la destrucció: el coronel Jim McQuade
- 1991: Ràbia a Harlem: Goldy
- 1994: Un poeta entre reclutes: Sergent Cass
- 1995: On són els homes?: Marvin King
- 1996: Bona sort: Bernard 'Bern' Lemley
- 1996: Encantat de matar-te: Jules Flamingo
- 1996: La dona del predicador: Joe Hamilton
- 1999: El codi Tic: Tyrone Pike
- 2000: Coses que diries només de mirar-la: Robert
- 2000: Un cop a la vida: Ruffhouse

### Televisió

#### Programes de televisió
- 1985: Amazing Stories: Falsworth (temporada 1 episodi 6)
- 1997: The Gregory Hines Show: Ben Stevenson
- 1999-2000: Will & Grace: Ben Doucette
- 2003: Law & Order: Carl Halpert (temporada 13 episodi 16)
- 2003: Perdut a casa: Jordan King

#### Telefilms
- 1991: La carrera de T Bone and Weasel:T Os
- 1991: L'ombra del passat: Len Madison Jr.
- 1994: Aire mort: Mark Jannek / Jim Sheppard
- 1995: Un estrany a la ciutat: Barnes
- 1996: El nen Cherokee: Jedediah Turner
- 1997: El color de la justícia: Reverend Walton
- 2000: Qui va matar els nens d'Atlanta?: Ron Larson
- 2001: Bojangles: Bojangles
- 2002: Les sabatilles vermelles: Zeke

## Premis i nominacions

### Premis
- Premi Mundial del Teatre 1979 - Eubie!

- 1988 Image Awards Millor actor principal en una pel·lícula: Apunta, dispara i corre (Running Scared)

- 1992 Premi Tony al millor actor en un musical — Jelly's Last Jam

- 1992 Premi Drama Desk Actor destacat en un musical: Jelly's Last Jam

- 1998 Premi Flo-Bert - Assoliment de tota una vida en dansa de claqué pel Comitè de Nova York per celebrar el Dia Nacional de la dansa de claqué

- 2002 Image Awards Millor actor en una pel·lícula de televisió, minisèrie o especial dramàtic — Bojangles

- Premi Emmy 2003 al millor intèrpret en un programa d'animació — Little Bill

### Nominacions
- 1979 Premi Tony al millor actor destacat en un musical: Eubie!

- 1980 Premi Tony al millor actor en un musical: Comin' Uptown

- 1981 Premi Tony al millor actor en un musical: dames sofisticades

- Premi Emmy de 1982 a l'èxit individual més destacat - Classe especial - I Love Liberty

- Premi Emmy de 1985 a la millor actuació individual en un programa de varietats o música - Motown Returns to the Apollo

- Premi Emmy de 1989 al millor programa de varietats, música o comèdia — Grans actuacions: Tap Dance a Amèrica

- 1992 Drama Desk Award Coreografia destacada : Jelly's Last Jam

- 1992 Premi Tony a la millor coreografia : Jelly's Last Jam

- 1995 Image Awards Millor actor principal en una pel·lícula: Waiting to Exhale

- 1998 American Comedy Awards Aparició convidada masculina més divertida en una sèrie de televisió: Will & Grace

- 1998 Image Awards Millor actor principal en una sèrie de comèdia: The Gregory Hines Show

- 2001 Black Reel Awards Network/Cable Millor actor: Bojangles

- Premi Emmy 2001 al millor actor principal en una minisèrie o pel·lícula - Bojangles

- 2001 Screen Actors Guild Award per la millor actuació d'un actor masculí en una pel·lícula de televisió o minisèrie : Bojangles

- Premi Emmy 2003 al millor intèrpret en un especial infantil: The Red Sneakers

- Premi Emmy 2003 a la millor direcció en un especial infantil: The Red Sneakers